# صفراء

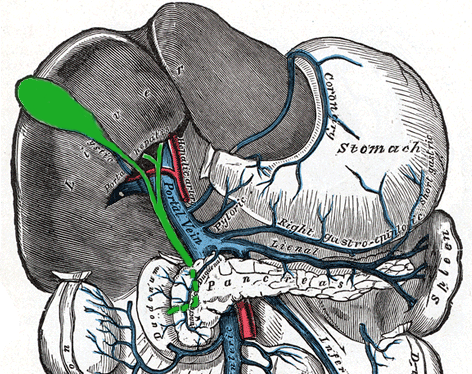
مسالك وكيس المرارة(هنا باللون الأخضر)

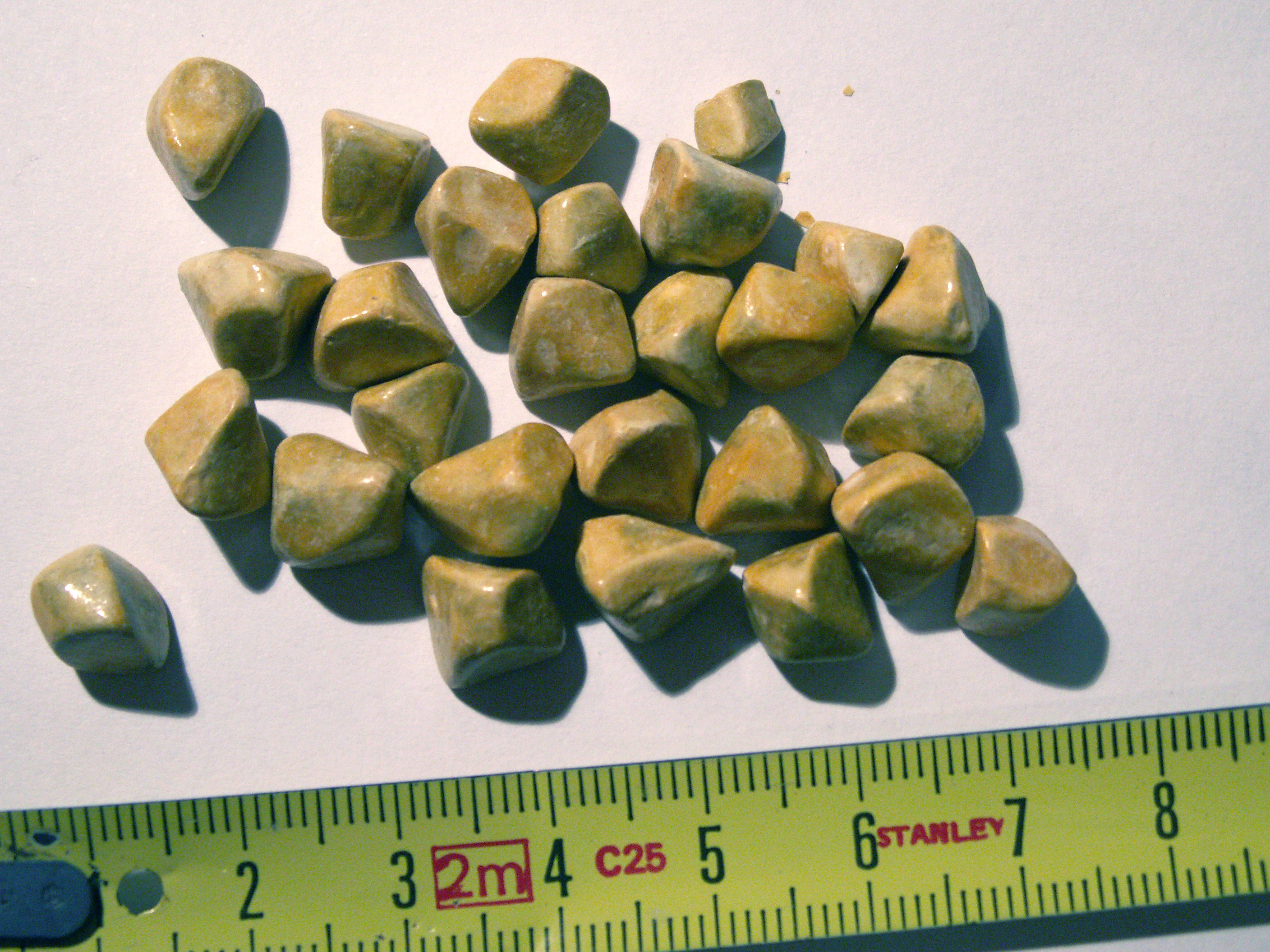
حصي المرارة

الصَّفْرَاءُ أو المِرَّةُ من سوائل الجسم وهو سائل قاعدي سميك مر الطعم أصفر اللون ينشأ في الكبد يجمع في قناة المرارة ويخزن في كيس المرارة الذي تفرغ هذا السائل في العفج أثناء دخول الطعام إلى الإثنى عشر حيث يساهم في هضم المأكولات الدهنية.

## المرة
تركب من:
1. أملاح المرة
2. صبغات المرة

### أملاح المرة
هي المسؤولة عن تكوين المستحلب الدهني.
وتقوم بعملية التكسير الفيزيائي للدهون.

#### تركيب أملاح المرة
تتركب من:
1. ماء مذيب.
2. دهن قطبي ذائب.

### طريقة عمل ملح المرة في تفكيك الدهون
يقوم الدهن القطبي الذائب بالدخول داخل المادة الدهنية ويعمل على تفكيكها,
وبقوم بمحاصرتها والإحاطة بها أيضاً, ليكون مركب يسمى مذيلة.

### صبغات المرة
عبارة عن مادة بيليروبين التي تقوم البكتيريا بتحويلها لاحقاً إلى strcobilinogen وهو مايكسب البراز لونًا بنيًا.

#### التحكم في إفراز المرة
يتم التحكم في إفراز المرة عن طريق :
1. العصب الحائر.
2. هرمون CCK.

## الحصي المرارية
قد يحصل تجمعات صلبة من مادة الكولسترول داخل المرارة وهي السبب في تكون حصي المرارة..
وحصى المرارة تسبب انسداد القناة الصفراوية مما يسبب تراكم المرة وبذلك يعاني الشخص من مرض اليرقان، ويلاحظ اصفرار في الجلد وفي بياض العين (الصلبة).

## معرض صور
